# ايمانويل بابايارو
ايمانويل بابايارو (بالإنجليزية: Emmanuel Babayaro)‏ هو لاعب كرة قدم نيجيري في مركز حراسة المرمى، ولد في 26 ديسمبر 1976 في كادونا في نيجيريا. شارك مع منتخب نيجيريا تحت 20 سنة لكرة القدم ومنتخب نيجيريا لكرة القدم. أما مع النوادي، فقد لعب مع بلاتيو يونايتد ونادي بشكتاش.

## وصلات خارجية
- ايمانويل بابايارو على موقع قاعدة بيانات كرة القدم.إي يو (الإنجليزية)
- ايمانويل بابايارو على موقع أوليمبيديا (الإنجليزية)